# Famille d'Estienne
Pour les articles homonymes, voir Famille Estienne (imprimeurs) et Estienne.
La famille d'Estienne est une famille subsistante de la noblesse française, originaire d'Aix-en-Provence.
Elle a donné des syndics et consuls de la ville d’Aix, des députés de la noblesse, des évêques et un archevêque, un camérier secret du pape, des hommes de lettres et un héros de la Résistance.

## Histoire

### Origines
La famille d'Estienne est connue depuis Honoré Estienne, cité en 1500,. Elle est à l’origine de plusieurs branches anoblies par des offices de finance et de magistrature, qui se sont implantées en Provence et dans le Dauphiné. Il s'agit à l'origine d'une famille de marchands juifs néophytes d'Aix convertie en 1501 sous le nom Estienne.
La filiation commence avec Gabriel Cohen qui, de son mariage avec Joye Marie Stevenesse de Verdenia (devenue Marie Estienne), aura trois fils :
- Claude Estienne (né Jacob Gabriel-Cohen), à l'origine des branches de Villemus et du Bourguet ;
- Honnorat, alias Honoré Estienne (né Peres Gabriel-Cohen), à l'origine des branches de Saint-Jean et d'Orves ;
- Jean Estienne (né Josse Gabriel-Cohen).

### Branches

#### Branche de Saint-Jean
La branche de Saint-Jean est issue d’Honoré, d’où Jean d’Estienne, seigneur de Saint-Jean de la Salle, élu consul d’Aix en 1560 et procureur du pays. Il épouse en 1533 Antoinette d'Ubaye fille de Pierre. Il laissa notamment un fils, François d’Estienne, seigneur de Saint-Jean de la Salle et de Montfuron, décédé à Aix en 1594, que son mérite et sa grande fortune mirent aux premiers rangs de la magistrature de sa province. Cette branche est ensuite venue se fixer dans le Haut-Dauphiné par le mariage de Gabriel d’Estienne, seigneur de Montfuron et d’Aurons avec Philippine de Rosset (ou Rousset), dame de Prunières, héritière de sa maison.

#### Branche d'Orves
La branche d'Orves est issue de Louis d'Estienne, trésorier général des domaines, époux de Gabrielle de Trans, décédé en 1553. Son descendant Joseph-Honoré d'Estienne succéda à son père en 1718 dans sa charge de conseiller au Parlement de Provence. Il épousa Agnès de Martiny, fille et héritière d'André de Martiny, seigneur d'Orves, au pied du versant nord du mont Caume, près de Toulon, terre que sa descendance a conservée jusqu’à nos jours et dont elle a gardé le nom.

#### Branche du Bourguet
La branche du Bourguet remonte sa filiation à Claude (frère d’Honoré, auteur des Estienne de Saint-Jean et d’Orves), père de Philibert, qui eut :
- Étienne, reçu contrôleur général des finances en Provence en 1569, auteur de la branche éteinte de Villemus.
- Joseph, greffier en chef au parlement de Provence en 1582 et conseiller du roi, qui fait la souche de la branche du Bourguet[1]. Il épouse en premières noces Marguerite de Saint-Jacques et en secondes noces Louise du Bourg. Ils auront cinq filles et deux garçons[8].

La branche du Bourguet subsiste par une ligne naturelle reconnue.

## Noblesse
- La branche de Saint-Jean de Prunières a été anoblie par charge de président à mortier au Parlement de Provence en 1572[9].
- La branche d’Orves a été anoblie par charge de président-trésorier général de France en Provence en 1639[9].
- La branche du Bourguet a été anoblie au XVIe siècle par l'office de contrôleur général des finances en Provence en 1569 et celui de greffier civil en chef du parlement d’Aix en 1582[10], fut maintenue en sa noblesse par arrêt des commissaires du roi du 20 février 1669 et par arrêt confirmatif du conseil d'état du roi du 5 novembre 1677, enregistrés au parlement d'Aix par ordonnance du 13 juillet 1678[11].

La famille est membre de l'Association d'entraide de la noblesse française en 1935 et 1936.

## Personnalités

### Ecclésiastiques
- Étienne-André d’Estienne, décédé à Aix le 5 juin 1580, nommé par le roi Charles IX d’abord archevêque d’Aix en 1567, puis évêque de Gap en 1568 et enfin évêque de Béziers en 1572, mais il ne reçut jamais ses bulles[12].
- François d'Estienne de Saint-Jean de Prunières, dernier évêque de Grasse (de 1752 à la Révolution)[13].
- Antoine-Alexandre d'Estienne de Saint-Jean, « comte » de Prunières, camérier secret de S.S. Pie IX en 1859, député conservateur et conseiller général des Hautes-Alpes[13].

### Militaires
- Jean-Baptiste d'Estienne de Villemus, capitaine d'une compagnie de 100 hommes de guerre[14].
- Joseph d'Estienne, chevalier de Saint-Louis, capitaine dans le régiment de Talard[15].
- Louis d'Estienne, seigneur de Villemus, chevalier de Saint-Louis, colonel d'infanterie, marié à Marie-Thérèse de Blacas[15].
- Jean-Baptiste d'Estienne du Bourguet (1760-1821), d'abord capitaine de vaisseau, puis professeur de mathématiques au Prytanée Français à Paris et plus tard professeur d'hydrographie à Dieppe.
- Henri Balthazar d'Estienne, « comte » de Prunières, maréchal de camp, lieutenant-général de Louis XVIII lors de l’organisation royale du Midi[13].
- Honoré d'Estienne d'Orves, officier de marine, héros de la Seconde Guerre mondiale, considéré comme le premier martyr de la Résistance, mort pour la France.
- Thomas d'Estienne d'Orves (1727-1782), amiral français, chef d'escadre de l'expédition de l'Inde.

### Parlementaires et politiques
- François d’Estienne, seigneur de Saint-Jean de la Salle et de Montfuron, époux d’Honorée de Pontevès-Buoux, décédé à Aix en 1594, président aux enquêtes du parlement de Paris, puis président à mortier au parlement de Provence, « grand par ses emplois, son alliance, son éminent savoir et les qualités de son esprit ». À sa mort, « la pompe funèbre fut faite avec une magnificence extraordinaire »[16].
- Gabriel d'Estienne de Saint-Jean, seigneur de Prunières, président à mortier au parlement de Provence.
- François d'Estienne de Saint-Jean de Rosset, seigneur de Vaugine, président aux enquêtes du Parlement de Grenoble[6].
- Honoré (alias Étienne) d'Estienne du Bourguet, conseiller au parlement de Provence en 1650, décédé en 1666[17].
- Pierre d'Estienne, seigneur du Bourguet, fils du précédent, né à Aix le 29 juin 1653, marié à Anne de Richery, décédé en 1707, conseiller au parlement de Provence en 1682[17].
- Jean-Pierre d'Estienne, seigneur du Bourguet (1685), fils du précédent, conseiller au Parlement de Provence, marié le 5 décembre 1731 à Trets avec Anne-Ursule de Gaufridy (1699-1774), fille de Jacques-Joseph de Gaufridy, baron de Trets, avocat-général du roi au Parlement de Provence. À la mort de ses deux frères Guillaume et Jacques-Joseph mariés sans enfants, elle devient l'unique héritière de sa famille, raison pour laquelle son fils et son petit fils relèvent ce nom célèbre à Aix.
- Pierre-Guillaume d'Estienne de Gaufridy, « baron » de Saint-Estève, seigneur du Bourguet, de Lagneros et d'Auriac[18],[19], fils du précédent, conseiller au parlement de Provence en 1759[17].
- Jean-Baptiste-Guillaume d’Estienne de Gaufridy (1758-1831), « baron » de Saint-Estève, fils du précédent, conseiller au parlement de Provence en 1778, maire de Barjols et président de l'assemblée du canton en 1813[18].
- Louis-Jules d'Estienne du Bourguet (1771-1834), ancien officier, maire d'Aix de 1815 à 1830, décédé en 1834, qui épousa en 1811 Anne Grandin de Salignac et qui en laissa une fille, Sixtia-Julia-Polixane d'Estienne du Bourguet, née en 1817 et décédée à Aix en 1891[17].
- Guillaume-Auguste d'Estienne de Gaufridy du Bourguet, « baron » de Saint-Estève, né à Aix le 3 mars 1785, officier, chevalier de la Légion d’honneur, garde d’honneur du département du Var en 1813, maire d’Auriac[18].
- Antoine-Alexandre d'Estienne de Saint-Jean, « comte » de Prunières, camérier secret de S.S. Pie IX en 1859, député conservateur et conseiller général des Hautes-Alpes[13].
- Anne-Marie d’Estienne d’Orves (1951), adjointe au maire de Marseille (2008-2020), maire des 9e et 10e arrondissements de Marseille (depuis 2022)[20].

### Autres
- Scipion d'Estienne de Montfuron, chevalier, gentilhomme de la Chambre de Louis XIII[6] ;
- Félicie d'Estienne (1864-1942), peintre ;
- François de Montfuron, chevalier, gentilhomme de la Chambre de Gaston d’Orléans[21] ;
- Nicolas d'Estienne d'Orves, né en 1974, écrivain et journaliste, lauréat de nombreux prix littéraires ;
- Félicie d’Estienne d’Orves, née en 1979 à Athènes, plasticienne[22]
- Philippe Honoré d'Estienne d'Orves, écrivain, fils du capitaine de corvette Honoré d'Estienne d'Orves.

## Armes et devises
| Image | Armoiries |
| ----- | --- |
|       | d’Estienne du Bourguet et de Saint-Estève D'azur à une fasce d'or accompagnée de trois besants d'argent, deux en chef et un en pointe                                                                                         |
|       | d’Estienne de Saint-Jean et d’Orves De gueules à la bande d’or, accompagnée en chef d’un gland d’or, vêtu, tigé et feuillé du même, et en pointe d’un besant aussi d’or ; au chef cousu d’azur, chargé de trois étoiles d’or, |

- Devises : « Fluere desinet unquam »[26] ; « Folium non defluet unquam »[27]
- Supports : deux sauvages (alias deux griffons) d’or[21],[25]
- Cimier : un casque à trois plumes tourné de face[21]
- Timbre : couronne de marquis[27] (par courtoisie)

## Alliances
Les principales alliances de la famille d'Estienne sont : d’Albon, d’Alleman, d’Arcussia, d'Arlatan, d'Autrans, d’Aymar, de Beaumont d’Autichamp, de Blacas d'Aulps (1674), de Castellane, de Castillon, de Chaylan de Moriés, de Cipriani, de Cordoue, Dupérier (1584), d'Espagnet, de Félix (1757), de Ferré de Péroux, de Forbin, de Frévol de Ribains, de Gaillard de Longjumeau, de Gaufridy (1731), de Glandevès, Grandin de Salignac (1811), de Grimaldi de Beuil, de Jarente, de La Tour du Pin Montauban, Levêque de Vilmorin, de Miollis, de Montrichard, de Moreton de Chabrillan, de Pelletier de la Garde, de Pontevès, de Rabasse (1652), de Riquet de Caraman, de Reinaud de Fontvert, de Remerville, de Reynard d’Avançon, de Rostaing, de Rousset de Prunières, de Saint-Jacques, de Tourtoulon, de Villeneuve[Laquelle ?], de Vintimille du Luc, de Lorgeril (1929).

## Postérité
De nombreux lieux en France portent le nom d'Estienne d'Orves, en souvenir d'Honoré d'Estienne d'Orves (1901-1941).